# Морено, Беатрис
Бетрис Морено (исп. Beatriz Moreno, род. 10 февраля 1952, Мехико, Мексика) — известная мексиканская актриса с колоритной внешностью.

## Биография
Родилась 10 февраля 1952 года в Мехико в творческой семье. Её отцом являлся известный мексиканский деятель кино Хосе Элиас Морено (старший). Через 4 года после её рождения на свет появляется брат, которого решили назвать по имени отца — Хосе Элиас Морено (младший), который впоследствии окажется самым известным мексиканским актёром. Несмотря на то, что она имела пышные и колоритные размеры, её утвердили в качестве актрисы, но предлагали ей соответствующие роли обжор и толстячек. Дебютировала актриса в 1976 году, сыграв в эпизоде фильма. С 1983 года с подачи родного брата Хосе Элиаса Морено она стала получать главные ведущие роли и снялась уже в 34 кинофильмах и телесериалах. Мировому и российскому зрителю актриса известна по роли Эулалии, продавщицы магазина игрушек, которая любила вкусно поесть из культовой теленовеллы Дикая Роза, Лолы из телесериала Дедушка и я и Розы из сериала Шалунья. Актриса состоит в штате телекомпании Televisa и продолжает сниматься.

## Фильмография

### Теленовеллы телекомпанииTelevisa
- 1983 — Искорка — Лола (первая ведущая роль актрисы Беатрис Морено)
- 1983 — Хищница — Лина
- 1984 — Счастливые годы — Фресия
- 1987-88 — Дикая Роза — Эулалия (дубл. Елена Астафьева)
- 1989 — Карусель — Сестра Орраса
- 1992 — Ангелы без рая — Антония «Тонья» Ортис
- 1992 — Дедушка и я — Лола
- 1995 — Мария из предместья — Фелипа
- 1996 — Навсегда — Матильде
- 1997-98 — Шалунья — Роза
- 1998-99 — Привилегия любить — Донья Чаро
- 2000-01 — Первая любовь — Бенита Моралес
- 2001 — Красивая женщина (мини-сериал) — Хесуса
- 2002-03 — Класс 406 — Бланкита Бетета
- 2004 — Сердце на пределе — Пакита Авилла
- 2005 — Рассвет — Адальгиса
- 2006 — Раны любви — Ампаро Хименес
- 2007 — Лола. Давным-давно — Петра Сигрид Вон Бетховен
- 2008-10 — Женщины-убийцы — Лупита
- 2008 — Роза Гваделупе — Бригида
- 2010 — Сакатильо, место в твоем сердце — Пепита
- 2011 — Сила судьбы — Эстела
- 2011 — Не с тобой, но без тебя — Чарита
- 2012 — Мисс XV: Мечтающая принцесса — Теодора Куэвас

### Теленовеллы свыше 2-х сезонов
- 1985—2007 — Женщина. Случаи из реальной жизни (7 сезонов, 2000-04 гг.)

### Мексиканские фильмы
- 1976 — На крыло к спасению
- 1983 — Кокетка
- 1989 — Была когда-то звезда
- 1990 — Последний побег
- 1992 — Победитель
- 2004 — Ежу понятно (короткометражка)
- 2013 — Paraiso — Мать Кармен